# Andicola huallatani
Andicola huallatani là một loài bướm đêm trong họ Noctuidae.